# Suat Derviş
Suat Derviş (ur. 1905 w Stambule, zm. 23 lipca 1972 tamże) – turecka powieściopisarka, dziennikarka, aktywistka polityczna, jedna z założycielek Stowarzyszenia Kobiet Socjalistycznych w 1970.

## Życiorys
Urodziła się w arystokratycznej rodzinie. Jej ojciec, İsmail Derviş, był ginekologiem i profesorem na Wydziale Lekarskim Uniwersytetu Stambulskiego. Jej matka, Hesna Hanım, była córką niewolnicy z otoczenia sułtana osmańskiego Abdülaziza. Suat miała jedną siostrę, Hamiyet, która zdobyła wykształcenie muzyczne w kilku konserwatoriach w Niemczech. Jako dziecko Derviş nosiła burkę.
Derviş pobierała prywatne lekcje literatury, muzyki, języka francuskiego i niemieckiego. W latach 1919–1920 mieszkała z siostrą Hamiyet w Niemczech i była studentką Uniwersytetu Berlińskiego. Zaczęła pisać o Turcji dla niemieckich magazynów, w tym "Berliner Zeitung". W 1920 opublikowała swoją pierwszą książkę zatytułowaną Kara Kitap (pl. Czarna księga). W latach 1920–1932 opublikowała jeszcze dziesięć powieści. Jej wczesne dzieła poruszały tematy płci, klasy i psychologii kobiet. Jeden z recenzentów stwierdził, że „[Suat Derviş], która jest bardziej obiektywna i nowoczesna niż Halide Edib, wcale nie mniej głęboka”.
Pracowała również jako niezależna dziennikarka. Jednym z wydarzeń, o których pisała, była konferencja w Lozannie, na której zadecydowano o losie Turcji po I wojnie światowej. Jej wczesne powieści określane są jako pierwsze powieści gotyckie w języku tureckim.

## Działalność polityczna
10 marca 1944 Derviş i jej mąż Reşad Fuat Baraner zostali aresztowani za „nielegalną działalność komunistyczną” wraz z innymi członkami Komunistycznej Partii Turcji (TKP). Derviş została skazana na osiem miesięcy więzienia. Była wówczas w ciąży, ale poroniła. Jej mąż pozostał w więzieniu do 1950 i został ponownie aresztowany w 1951. Ze względu na swoje poglądy polityczne i aresztowanie Derviş miała trudności ze znalezieniem pracy i zaczęła używać pseudonimu w swoich opublikowanych pracach. Opuściła Turcję w 1953 w wyniku ciągłych prześladowań ze strony rządu.
Mieszkała w kilku krajach poza Turcją w okresie 1953–1963, głównie we Francji. W tym czasie publikowała powieści w języku francuskim. Chociaż jej twórczość była dobrze przyjęta w tym kraju, to w Turcji była kontrowersyjna ze względu na jej poparcie dla praw kobiet, co często stanowiło przedmiot debaty nawet wśród osób o poglądach lewicowych. Mieszkała ponownie z Baranerem od 1963 aż do 1968, kiedy zmarł. Derviş była jedną z osób, które założyły Stowarzyszenie Kobiet Socjalistycznych (tur. Devrimci Kadınlar Birliği) w 1970. Deklarowanymi celami grupy było stworzenie rewolucyjnego ruchu kobiecego i podniesienie świadomości kobiet. W tym samym czasie opublikowała Fosforlu Cevriye (Promienne Cevriye, 1968), które badało życie zmarginalizowanych kobiet w Stambule. Okazała się ona jej najpopularniejszą powieścią, a w 2016 na jej podstawie nakręcono film, a także wystawiono ją na scenie.

## Śmierć
Suat Derviş zmarła w Stambule 23 lipca 1972. Została pochowana na cmentarzu Feriköy w Stambule.

## Wybrane publikacje
- Kara Kitap (1921)
- Ne Bir Ses Ne Bir Nefes (1923)
- Hiçbiri (1923)
- Ahmed Ferdi (1923)
- Behire'nin Talibleri (1923)
- Fatma'nın Günahı (1924)
- Ben mi (1924)
- Buhran Gecesi (1924)
- Gönül Gibi (1928)
- Emine (1931)
- Hiç (1939)
- Çılgın Gibi (1934)
- Yalının Gölgesi (1958)
- Fosforlu Cevriye (1968)
- Ankara Mahpusu (1968)